# 项秉炎
项秉炎（1932年—2023年1月27日），男，中华人民共和国政治人物，曾任中共宁波市委书记，宁波市人大常委会主任，第七、八、九届全国人大代表。